# ITF Future Schwieberdingen
Das ITF Future Schwieberdingen (offiziell: „Klafs Tennis Grand Prix“) ist ein zur Head German Masters Series gehörendes Herren-Tennisturnier. Das von der Firma Klafs gesponserte Turnier zählt zur ITF Future Tour. Es wurde erstmals vom 2. bis 10. Februar 2008 in Schwieberdingen bei Stuttgart ausgetragen; es siegte Simon Greul, der im Finale Jeroen Masson aus Belgien mit 6:4 und 6:4 besiegte. Das Turnier ist mit 10.000 US-Dollar dotiert.

## Bisherige Endspiele

### Einzel
| Jahr | Sieger            | Finalgegner     | Ergebnis       |
| ---- | ----------------- | --------------- | -------------- |
| 2008 | Simon Greul       | Jeroen Masson   | 6:4, 6:4       |
| 2009 | Andis Juška       | Daniel Lustig   | 7:63, 6:3      |
| 2010 | Jesse Huta Galung | Gilles Müller   | 6:2, 6:74, 6:3 |
| 2011 | Andis Juška       | Philipp Oswald  | 3:6, 7:65, 6:4 |
| 2012 | Joshua Goodall    | Bastian Knittel | 2:6, 7:64, 6:4 |
| 2013 | Andis Juška       | Fabrice Martin  | 6:4, 6:4       |

### Doppel
| Jahr | Sieger                            | Finalgegner                      | Ergebnis          |
| ---- | --------------------------------- | -------------------------------- | ----------------- |
| 2008 | Dustin Brown Alexander Sadecky    | Dušan Karol Jeroen Masson        | 7:61, 7:5         |
| 2009 | Andis Juška Lukáš Rosol           | David Klier Philipp Marx         | 6:1, 6:4          |
| 2010 | Jesse Huta Galung Miliaan Niesten | Phillip Regnat Marcel Zimmermann | 1:6, 7:66, [10:4] |
| 2011 | Daniel Danilović Andis Juška      | Martin Emmrich Gero Kretschmer   | 7:63, 3:6, [10:7] |
| 2012 | Albano Olivetti Élie Rosset       | Miles Bugby Joshua Goodall       | 6:4, 6:4          |
| 2013 | James Cluskey Alexander Satschko  | Dominique Maden Yannick Maden    | 6:0, 6:1          |